# Cher Ami
Cher Ami (fr. Drogi Przyjaciel; ur. 21 kwietnia 1918 w Wielkiej Brytanii, zm. 13 czerwca 1919 w Forcie Monmouth) – gołąb (gołąb pocztowy) szkolony przez amerykańskich hodowców, podarowany później przez brytyjskich hodowców żołnierzom Korpusu Łączności United States Army służącym we Francji podczas I wojny światowej. Wsławił się przekazaniem wiadomości pozwalającej ocalić 194 żołnierzy Zagubionego Batalionu, mimo że odniósł w drodze poważne obrażenia, w październiku 1918. Został wtedy częściowo oślepiony, ranny w pierś i stracił jedną nogę. Padł w wyniku poniesionych obrażeń w czerwcu 1919. Odznaczony został Krzyżem Wojennym.

## Służba podczas I wojny światowej
Cher Ami był jednym z około 600 gołębi w posiadaniu Korpusu Łączności United States Army służącym we Francji podczas I wojny światowej. Dostarczył 12 ważnych wiadomości w sektorze amerykańskim pod Verdun (1918).
Swoją ostatnią misję Cher Ami spełnił 4 października 1918. Podczas ataku w Lesie Argońskim około 500 żołnierzy z Zagubionego Batalionu, dowodzonego przez majora Charlesa Whittleseya, utknęło i znalazło się pod ostrzałem własnych sił („friendly fire”) artyleryjskich. Dwa z wysłanych wcześniej gołębi zostały albo zestrzelone, albo zabite odłamkami pocisków. Dwa gołębie, które miały dostarczyć ostateczną wiadomość uciekły spłoszone, gdy podczas próby wyciągnięcia jednego z nich z klatki obok uderzył pocisk artyleryjski. Cher Ami był ostatnim gołębiem, którym dysponowali żołnierze, uwięzieni od 5 dni.
O 15 Cher Ami został przez Whittleseya wysłany z wiadomością (nie ma pewności co do tego, czy to dzięki niemu ostrzał ostatecznie zakończono):

We are along the road paralell 276.4. Our own artillery is dropping a barrage directly on us. For heavens sake stop it.

Jesteśmy wzdłuż drogi równoległej 276.4. Nasza własna artyleria prowadzi ogień wprost na naszą pozycję. Na litość boską przestańcie.

Nie wyruszył w drogę od razu. Po przebyciu krótkiego dystansu zaczął kołować, prawdopodobnie wystraszony ostrzałem, i usiadł na pobliskim złamanym drzewie. Szeregowy Omer Richards, odpowiedzialny za zaopatrzenie w gołębie pocztowe, próbował przegonić go kijem, jednak ptak nie odleciał. Z pomocą innych żołnierzy płoszył go skacząc i krzycząc, co jednak dalej nie zadziałało – ostatecznie Richards wspiął się na drzewo i potrząsnął gałęzią. Cher Ami wyruszył i w ciągu 30 minut dotarł do gołębnika. Podczas lotu do oddalonego o około 40 km (25 mil) celu został poważnie zraniony. Utracił wzrok w jednym oku, odniósł ranę piersi – miał uszkodzony mostek i jedno ze skrzydeł – a noga z doczepioną wiadomością została niemal oddzielona i trzymała się na jednym ścięgnie. Według adnotacji na wiadomości Cher Ami dotarł do gołębnika o 16:05.

## Dalsze losy
Cher Ami został otoczony opieką przez medyków. W miejsce utraconej nogi otrzymał drewnianą protezę. Gdy doszedł do zdrowia, został poddany repatriacji. Padł 13 czerwca 1919 w Fort Monmouth w hrabstwie Monmouth (New Jersey) w wyniku odniesionych ran.

## Uhonorowanie
Przed powrotem do USA Cher Ami odznaczono Krzyżem Wojennym z palmą. W 1931 został wpisana do Racing Pigeon Hall of Fame. Otrzymał złoty medal za zasługi od Organized Bodies of American Pigeon Fanciers (współcześnie American Racing Pigeon Union). Cher Ami spreparowano i przekazano do National Museum of American History. Jest częścią wystawy Price of Freedom: Americans at War.